# Przejście graniczne Konieczna-Becherov
Przejście graniczne Konieczna-Becherov – polsko-słowackie drogowe przejście graniczne, w województwie małopolskim, w powiecie gorlickim, w gminie Uście Gorlickie, w miejscowości Konieczna, na przełęczy Dujawa istniało do 21 grudnia 2007.

## Opis
Przejście graniczne drogowe Konieczna-Becherov zostało utworzone w 1995, z miejscem odprawy granicznej po stronie polskiej w miejscowości Konieczna i czynne przez całą dobę. Dopuszczony był ruch jedynie osobowy i mały ruch graniczny. 16 stycznia 2004 zostało rozszerzone o ruch towarowy o dopuszczalnej masie całkowitej do 7,5 tony. Kontrolę graniczną osób, towarów i środków transportu wykonywała kolejno: Graniczna Placówka Kontrolna Straży Granicznej w Koniecznej, Placówka Straży Granicznej w Koniecznej.
21 grudnia 2007 na mocy układu z Schengen przejście graniczne zostało zlikwidowane.

### Przejścia graniczne z Czechosłowacją
W okresie istnienia Czechosłowacji funkcjonowało w tym miejscu polsko-czechosłowackie przejście graniczne małego ruchu granicznego II kategorii Konieczna-Becherov. Zostało utworzone 13 kwietnia 1960. Czynne było po uzgodnieniu umawiających się stron. Dopuszczony był ruch osób i środków transportu w związku z użytkowaniem gruntów. Odprawę graniczną i celną wykonywały organy Wojsk Ochrony Pogranicza. Kontrolę graniczną i celną osób, towarów oraz środków transportu wykonywała Strażnica WOP Konieczna.
Do przejścia po stronie polskiej prowadziła droga wojewódzka nr 977, która następnie po słowackiej przechodziła w drogę nr 545.
W II RP istniało polsko-czechosłowackie przejście graniczne Konieczna-Becherov (miejsce przejściowe po drogach ulicznych), w rejonie słupa granicznego nr 17. Był to punkt przejściowy z prawem dokonywania odpraw mieszkańców pogranicza, bez towarów w czasie i na zasadach obowiązujących urzędy celne, ustawione przy drogach kołowych. Dopuszczony był mały ruch graniczny. Przekraczanie granicy odbywało się na podstawie przepustek: jednorazowych, stałych i gospodarczych.

## Galeria

Przejście graniczne Konieczna-Becherov
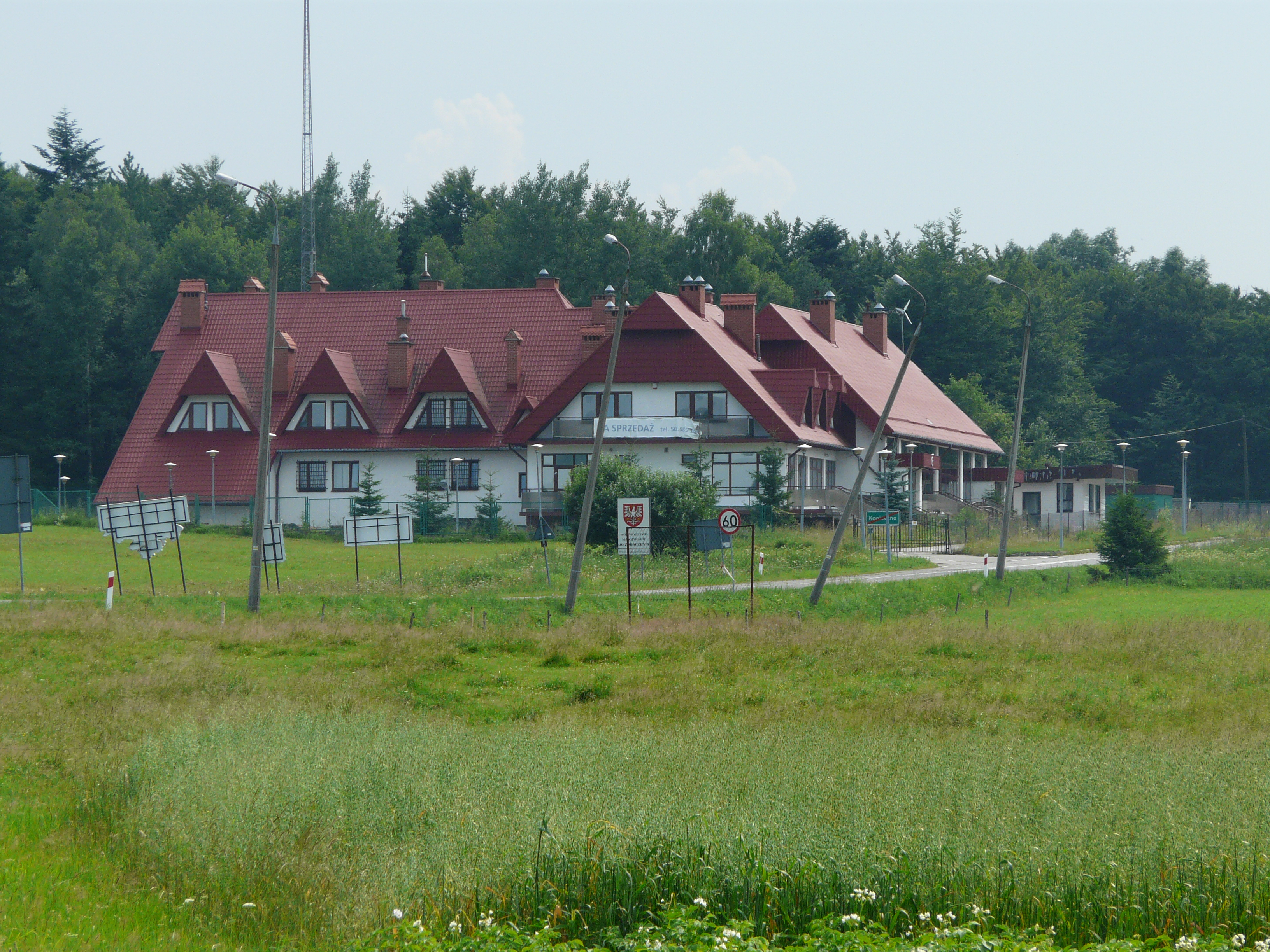
(lipiec 2012)
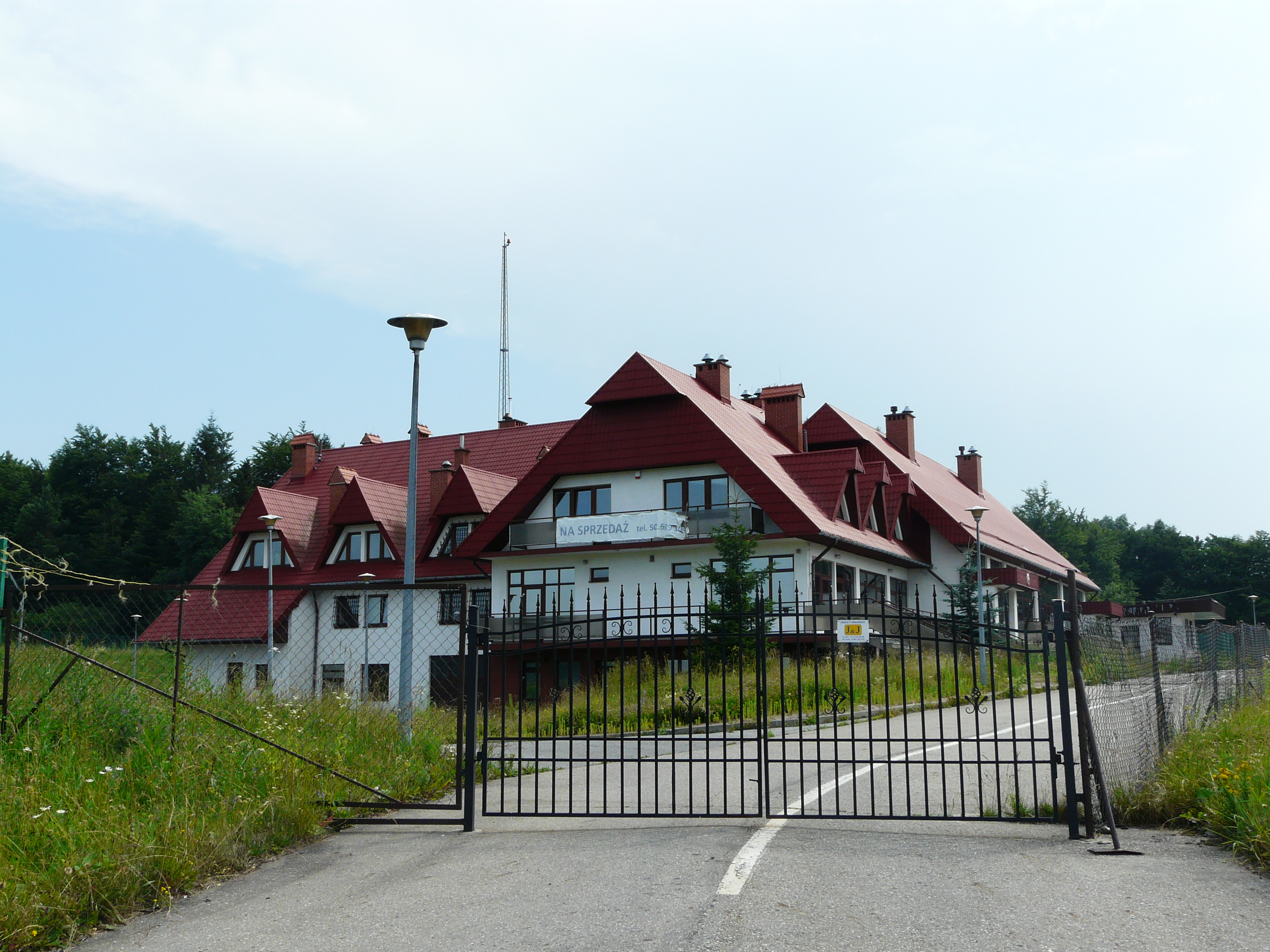
(lipiec 2012)